# Menekülés New Yorkból
A Menekülés New Yorkból (eredeti cím: Escape from New York) 1981-ben bemutatott sci-fi akciófilm, melynek rendezője, társírója és társ-zeneszerzője John Carpenter. Carpenter a forgatókönyvet Nick Castle-lel közösen írta, aki a rendező korábbi, Halloween – A rémület éjszakája (1978) című filmjében Michael Myerst alakította. A főbb szerepekben Kurt Russell, Lee van Cleef, Donald Pleasence, Ernest Borgnine, Isaac Hayes, Adrienne Barbeau és Harry Dean Stanton látható.
Carpenter a filmet az 1970-es évek közepén írta, válaszul a Watergate-botrányra. Az 1978-as Halloween sikere lehetővé tette számára a nagyjából 6 millió dolláros költségvetésből készült Menekülés New Yorkból leforgatását. A jelenetek többségét Saint Louisban vették fel.
Az Amerikai Egyesült Államokban 1981. július 10-én bemutatott film bevételi és kritikai sikert aratott. Észak-Amerikában 25,2 millió dollárt termelt, továbbá négy kategóriában jelölték Szaturnusz-díjra. A bemutató óta eltelt évek során kultuszfilmmé vált. 
1996-ban folytatása is született: a Menekülés Los Angelesből szintén Carpenter rendezésében és Russell főszereplésével készült, azonban elődjénél kedvezőtlenebb kritikákat kapott és anyagi téren is megbukott.

## Cselekmény
1988-ra totális háború alakult ki Kína és a Szovjetunió között. Az Amerikai Egyesült Államok kormánya Manhattan szigetét egy hatalmas, maximális biztonságú börtönné alakította át, így próbálva kezelni a bűnözési ráta 400%-os megnövekedését. A börtönt 15 méteres falak, aláaknázott hidak és helikopterekkel őrzött folyók veszi körül, minden elítéltre automatikusan életfogytiglani büntetés vár.
1997-ben John Harker amerikai elnök az Air Force One fedélzetén egy béketárgyalásra repül, ám a gépet terroristák térítik el. Az elnököt egy nyomkövető karkötővel és a csuklójához hozzábilincselt aktatáskával kimenekítik a repülőről, amely lezuhan, de az elnök életben marad. A rendőrök a megmentésére sietnek, de Romero, New York „Hercegének” (vagyis alvilági vezérének) jobbkeze figyelmezteti őket: az elnök náluk van és megölik, ha a rendőrség mentőakcióval próbálkozik. 
Snake Plisskenre, a különleges erők egykori katonájára bankrablás miatt életfogytiglani börtönbüntetés vár Manhattanben. Bob Hauk rendőrfőnök üzletet ajánl neki: amennyiben időben, a béketárgyalás vége előtt megmenti az elnököt, Snake elnöki kegyelemben részesül. Snake elvállalja a munkát, de az esetleges szökését megelőzendő, injekción át egy miniatűr robbanóanyagot juttatnak a testébe. Ez 22 órán belül végez a férfival, de ha sikerrel jár, Hauk semlegesíti azt.
Egy álcázott siklórepülővel Snake a Világkereskedelmi Központ tetején landol, követi a karkötő jelzését egy varietészínházba, azonban ott csak egy zavarodott öregembert talál az elnök helyett. Snake megpróbálja lefújni az akciót, de Hauk közli vele, hogy agyonlövik, ha az elnök nélkül tér vissza. Snake találkozik egy Taxis nevű férfival, aki páncélozott járművén rója az utcákat és elviszi őt Harold "Brain" Hellmanhoz. Brain a Herceg tanácsadója és Snake egykori társa, továbbá képzett mérnökként ellátja gázolajjal a város megmaradt járműveit. Brain megosztja a Herceg tervét: az elnököt élőpajzsként használva akar tömeges szökést végrehajtani a szigetről, követve Brain aknamezőről készített térképét. Snake arra kényszeríti Braint és barátnőjét, Maggie-t, hogy elvezessék a Herceg búvóhelyéhez a Grand Central Terminalnál. Snake itt rátalál az elnökre, de fogságba esik.
Miközben Snake-t élethalálharcra kényszerítik egy arénában, Brain és Maggie megöli Romerót és elmenekül az elnökkel. Snake végez ellenfelével, majd a Világkereskedelmi Központ tetején találkozik társaival, akik a siklórepülővel akarnak megszökni. Egy csapat elítélt megsemmisíti a gépet, a csapat így visszatér az utcákra. Taxis (akinél az elnöki aktatáska tartalma, egy magnókazetta is van, rajta a fúziós energiával kapcsolatos információkkal) felajánlja nekik, hogy átviszi őket a hídon. Az elnök a kazettát akarja, de Snake magánál tartja azt.
A Herceg üldözőbe veszi őket Cadillacjén, mialatt Brain navigálja Snake-t az aknák között a hídon, de ráhajtanak egy robbanószerre és Taxis életét veszti. Gyalogosan menekülnek tovább, majd Brain is aknára lép és szörnyethal. Maggie nem akar nélküle továbbmenni, ezért lőni kezdi a Herceg autóját, aki halálra gázolja a lányt. Snake és az elnök elérik a börtön falait, az őrök kimenekítik az elnököt, de a Herceg tüzet nyit rájuk. A kötéllel felemelt Snake-re lőni kezd, végül az elnök agyonlövi a bandavezért az egyik halott őr fegyverével. Hauk orvosa másodpercekkel a határidő lejárta előtt hatástalanítja a Snake testében lévő bombát.
Mialatt az elnök készül a béketalálkozóra televízión keresztül megtartott beszédére, köszönetet mond Snake-nek és felajánlja, hogy a férfi bármit kérhet tőle cserébe. Snake csak annyit szeretne megtudni, mit érez az elnök, miután ennyien az életüket adták érte. Az elnök csak egy nem túl őszinte és meggyőző beszédet tud elmondani, így Snake undorodva otthagyja. Hauk állást kínál neki, de Snake szó nélkül továbbsétál. Az elnök az élő beszéde során elindítja a magnókazettát, azonban a saját hangfelvétele helyett a Taxis kedvenc dala (Bandstand Boogie) zendül fel, kínos helyzetbe hozva a politikust. Snake séta közben széttépi a nála lévő, valódi elnöki szalagot, megsemmisítve az elnök üzenetét.

## Szereplők
| Szerep                       | Színész            | Magyar hang                 |
| ---------------------------- | ------------------ | --------------------------- |
| „Snake” Plissken hadnagy     | Kurt Russell       | Gáti Oszkár                 |
| Bob Hauk rendőrfőnök         | Lee van Cleef      | Reviczky Gábor              |
| Taxis                        | Ernest Borgnine    | Csikos Gábor                |
| John Harker amerikai elnök   | Donald Pleasence   | Simon György                |
| New York hercege             | Isaac Hayes        | Vass Gábor                  |
| Lány a Chock Full O’Nuts-ban | Season Hubley      | Orosz Helga                 |
| Harold „Brain” Hellman       | Harry Dean Stanton | Juhász Jácint (1. szinkron) |
| Harold „Brain” Hellman       | Harry Dean Stanton | Kőszegi Ákos (2. szinkron)  |
| Maggie                       | Adrienne Barbeau   | Menszátor Magdolna          |
| Rehme százados               | Tom Atkins         | Helyey László               |
| Külügyminiszter              | Charles Cyphers    | Csankó Zoltán               |
| Romero                       | Frank Doubleday    | Bor Zoltán                  |
| Dr. Cronenberg               | John Strobel       | Kassai Károly               |
| Repülőgép-eltérítő           | Nancy Stephens     | Kiss Erika                  |

## Fordítás
- Ez a szócikk részben vagy egészben  az   Escape from New York című angol Wikipédia-szócikk fordításán alapul.  Az eredeti cikk szerkesztőit annak laptörténete sorolja fel. Ez a jelzés csupán a megfogalmazás eredetét és a szerzői jogokat jelzi, nem szolgál a cikkben szereplő információk forrásmegjelöléseként.